# 1992 en musique
| \| • Retour à la chronologie générale de la musique populaire • \| |
| XXIe siècle • XXe siècle • XIXe siècle • XVIIIe siècle XVIIe siècle • XVIe siècle • XVe siècle • XIVe siècle XIIIe siècle • XIIe siècle • XIe siècle • Xe siècle IXe siècle • VIIIe siècle • Haut Moyen Âge • Rome • Grèce |
| • Retour à la chronologie générale de la musique populaire • |

| • Retour à la chronologie générale de la musique populaire • |

| Années de la musique populaire : 1989 - 1990 - 1991 - 1992 - 1993 - 1994 - 1995    |
| Décennies de la musique populaire : 1960 - 1970 - 1980 - 1990 - 2000 - 2010 - 2020 |

Cet article présente les faits marquants de l'année 1992 en musique.

## Faits marquants

### En France
- Environ 11 millions de singles et 110 millions d'albums sont vendus en France en 1992[1].
- Premiers succès de Pascal Obispo (Plus que tout au monde), Zazie (Sucré, salé) et Khaled (Didi).
- Dorothée se produit à Bercy du 18 janvier au 2 février.
- Après un passage à Bercy en février, Roch Voisine se produit le 17 avril au Champ-de-Mars devant 75 000 spectateurs.
- Michel Sardou suscite la polémique avec le texte de sa chanson Le Bac G.
- Étienne Daho monte le projet caritatif Urgence : 27 artistes pour la recherche contre le sida.
- Le clip de Mylène Farmer, Beyond My Control, est censuré. Le suivant, Que mon cœur lâche, est réalisé par Luc Besson.
- Johnny Hallyday se produit du 15 septembre au 4 octobre à Bercy.
- Avec Dur dur d'être bébé !, Jordy, 4 ans, devient le plus jeune chanteur à être n°1 du Top 50.
- Première édition du Festival des Vieilles Charrues.
- Décès de Michel Berger.

### Dans le monde
- Premiers succès de Dr. Dre et Snoop Dogg (Nuthin' but a 'G' Thang) et Mary J. Blige (You remind me).
- 20 avril : Concert hommage à Freddie Mercury, au Wembley Arena à Londres.
- Michael Jackson commence sa deuxième tournée mondiale, le Dangerous World Tour.
- Madonna fait à nouveau scandale avec son clip Erotica (censuré), et son livre SEX.
- Les groupes East 17 et Take That relancent la mode des boys band.
- L'album Bodyguard de Whitney Houston devient la bande originale de film la plus vendue de tous les temps.

## Disques sortis en 1992
- Albums sortis en 1992
- Singles sortis en 1992

## Succès de l'année en France (Singles)

### Chansons classées Numéro 1
Cette liste présente, par ordre chronologique, tous les titres s'étant classés à la première place du Top 50 durant l'année 1992.
- Patrick Bruel : Qui a le droit...
- Jean-Philippe Audin et Diego Modena : Song of Ocarina
- Michael Jackson : Black or White
- George Michael et Elton John : Don't let the sun go down on me
- Ten Sharp : You
- François Feldman : Joy
- Nirvana : Smells like teen spirit
- Pow woW : Le Chat
- Snap! : Rhythm is a dancer
- Jordy : Dur dur d'être bébé !

### Chansons francophones
Cette liste présente, par ordre alphabétique, tous les titres francophones s'étant classés parmi les 15 premières places du Top 50 durant l'année 1992.
- Anaïs et Didier Barbelivien : Les Mariés de Vendée
- Anne : Bernard et Bianca
- Benny B : Parce qu’on est jeunes
- Dany Brillant : Suzette
- Dorothée : Les neiges de l’Himalaya
- Elsa : Bouscule-moi
- Fanny : L'Homme à la moto
- Francis Cabrel : Petite Marie
- François Feldman : Joy
- François Feldman : Tombé d’amour
- Frédéric François : Je ne te suffis pas
- Fredericks Goldman Jones : Un, deux, trois
- Hélène : Pour l'amour d'un garçon
- Jean Leloup : 1990
- Johnny Hallyday : Ça ne change pas un homme
- Johnny Hallyday : Dans un an ou un jour
- Jordy : Dur dur d'être bébé !
- Laurent Voulzy : Paradoxal Système
- Les Inconnus : C’est toi que je t’aime
- Les Inconnus : Rap-Tout
- Luc De Larochellière : Cash city
- MC Solaar : Caroline
- Michel Sardou : Le Bac G
- Mylène Farmer : Je t'aime mélancolie
- Mylène Farmer : Beyond My Control
- Mylène Farmer : Que mon cœur lâche
- Nilda Fernández : Mes yeux dans ton regard
- Patrick Bruel : Qui a le droit...
- Pow woW : Le Chat
- Pow woW : Le lion est mort ce soir
- Roch Voisine : La promesse
- Roch Voisine : Avec tes yeux pretty face
- Roch Voisine : La légende Oochigeas
- Stephan Eicher : Pas d’ami comme toi
- Tino Rossi : Petit papa Noël
- Véronique Sanson : Rien que de l’eau

### Chansons non francophones
Cette liste présente, par ordre alphabétique, tous les titres non francophones s'étant classés parmi les 10 premières places du Top 50 durant l'année 1992.
- Bill Medley & Jennifer Warnes : (I’ve had) The time of my life
- Bob Marley : Iron Lion Zion
- Bryan Adams : (Everything I do) I do it for you
- Bryan Adams : Can’t stop this thing we started
- Butterfly Ball : Love Is All
- Cyndi Lauper : The world is stone
- Double You : Please don’t go
- Double You  : We all need love
- Elton John : The one
- Freddie Mercury & Montserrat Caballé : Barcelona
- Genesis : I can't dance
- George Michael & Elton John : Don't let the sun go down on me
- George Michael : Too funky
- Guns N' Roses : Knockin’ on heaven’s door
- Indra : Temptation
- Jean-Pierre Audin & Diego Modena : Song of Ocarina
- Jean-Pierre Audin & Diego Modena : Implora
- Joan Jett & the Blackhearts : I Love Rock 'n' Roll
- Khaled : Didi
- Kris Kross : Jump
- Lionel Richie : Do It to Me
- Madonna : This used to be my playground
- Marco Masini : Perché lo fai
- Martika : Love… Thy will be done
- Michael Jackson : Black or White
- Michael Jackson : Remember the Time
- Michael Jackson : In the Closet
- Michael Jackson : Who Is It
- Michael Jackson : Jam
- Michael Jackson : Heal the World
- Mr Big : To Be with You
- Nirvana : Smells like teen spirit
- Patrick Swayze : She’s like the Wind
- Queen : The show must go on
- Rozalla : Everybody’s free (To feel good)
- Shanice : I Love Your Smile
- Snap : Rhythm is a dancer
- Sting & Eric Clapton : It’s probably me
- Ten Sharp : You
- U96 : Das Boot / Kennedy
- Vanessa Paradis : Be My Baby

## Succès de l'année en France (Albums)
Cette liste présente, par ordre alphabétique, les albums sortis en 1992 ayant obtenu une certification Platine ou Diamant en France.

### Disques de diamant (Plus d'un million de ventes)
- ABBA : ABBA Gold - Greatest Hits
- Pow woW : Regagner les plaines
- Whitney Houston : Bodyguard
- ZZ Top : Greatest hits

### Triples disques de platine (plus de900 000ventes)
- Lionel Richie : Back to front

### Doubles disques de platine (plus de600 000ventes)
- Céline Dion : Dion chante Plamondon
- Eric Clapton : Unplugged
- Freddie Mercury : The Freddie Mercury Album
- Fredericks Goldman Jones : Sur scène
- Genesis : The way we walk, vol. 1
- Jacques Dutronc : Jacques Dutronc au Casino
- Jordy : Pochette surprise
- Michel Berger et France Gall : Double Jeu
- Michel Sardou : Le Bac G

### Disques de platine (plus de300 000ventes)
- AC/DC : Live
- Elton John : The One
- Julien Clerc : Utile
- Laurent Voulzy : Caché derrière
- Les Innocents : Fous à lier
- Queen : Live at Wembley '86
- R.E.M. : Automatic for the People
- Rage Against the Machine : Rage Against the Machine
- Roch Voisine : Europe Tour
- Sade : Love Deluxe
- Simple Minds : Glittering Prize 81/92
- The Police : Greatest hits
- Vanessa Paradis : Vanessa Paradis
- Vangelis : 1492 : Christophe Colomb
- Véronique Sanson : Sans regrets

## Succès internationaux de l’année
Cette liste présente, par ordre alphabétique, les trente titres et albums ayant eu le plus de succès dans les charts internationaux en 1992,.

### Singles
- Billy Ray Cyrus : Achy breaky heart
- Bobby Brown : Humpin' around
- Boyz II Men : End of the road
- CeCe Peniston : Finally
- Charles & Eddie : Would I lie to you?
- Dr Alban : It's my life
- Elton John : The one
- En Vogue : All my lovin' (You're never gonna get it)
- Eric Clapton : Tears in Heaven
- George Michael & Elton John : Don't let the sun go down on me
- Guns n' Roses : November Rain
- Inner Circle : Sweat (A la la la la song)
- Jon Secada : Just another day
- Kris Kross : Jump
- Madonna : Erotica
- Madonna : This used to be my playground
- Mariah Carey : I'll be there
- Michael Jackson : Remember the Time
- Mr Big : To be with you
- Nirvana : Smells like teen spirit
- Patty Smyth & Don Henley : Sometimes love just ain't enough
- Red Hot Chili Peppers : Under the bridge
- Shakespear's Sister : Stay
- Shanice : I love your smile
- Snap! : Rhythm is a dancer
- The KLF : Justified & ancient
- U2 : One
- U2 : Mysterious ways
- Vanessa Lynn Williams : Save the best for last
- Whitney Houston : I will always love you

### Albums
- ABBA : ABBA Gold - Greatest Hits
- AC/DC : Live
- Annie Lennox : Diva
- Arrested Development : 3 Years, 5 Months & 2 Days in the Life Of...
- Billy Ray Cyrus : Some gave all
- Black Crowes : The southern harmony & musical companion
- Bon Jovi : Keep the faith
- Boyz II Men : Cooleyhighharmony
- Bruce Springsteen : Human Touch
- Bruce Springsteen : Lucky Town
- Def Leppard : Adrenalize
- Elton John : The One
- Eric Clapton : Unplugged
- Faith No More : Angel dust
- Ice Cube : The predator
- k.d. Lang : Ingénue
- Kris Kross : Totally krossed out
- Lionel Richie : Back to front
- Madonna : Erotica
- Mariah Carey : MTV unplugged
- Megadeth : Countdown to Extinction
- Michael Bolton : Timeless (The classics)
- Neil Young : Harvest moon
- Peter Gabriel : Us
- Prince : Love Symbol
- R.E.M. : Automatic for the People
- Roxette : Tourism
- Sade : Love Deluxe
- The Cure : Wish
- ZZ Top : Greatest hits

## Récompenses
- États-Unis : 35e cérémonie des Grammy Awards
- États-Unis : American Music Awards 1992 (en)
- États-Unis : MTV Video Music Awards 1992
- Europe : Concours Eurovision de la chanson 1992
- France : 8e cérémonie des Victoires de la musique
- Québec : 14e gala des prix Félix
- Royaume-Uni : Brit Awards 1992

## Formations et séparations de groupes
- Groupe de musique formé en 1992
- Groupe de musique séparé en 1992

## Naissances
- 12 janvier : Sneazzy, rappeur français.
- 19 janvier : Mac Miller, rappeur et producteur américain
- 7 février : Jain, chanteuse française.
- 12 mars : Natalie Holzner, chanteuse autrichienne ;
- 10 mai : Damso, rappeur auteur-compositeur-interprète belgo-congolais
- 22 mai : Camille Lou, chanteuse française.
- 15 juillet : Vald, rappeur français
- 22 juillet : Selena Gomez, chanteuse américaine
- 11 août : Heuss l'Enfoiré, rappeur français
- 20 août : Demi Lovato, chanteuse et actrice américaine
- 25 août : Vegedream, rappeur français
- 15 septembre : Camélia Jordana, chanteuse française
- 16 septembre : Nick Jonas, chanteur américain
- 25 octobre : Guillaume Fuso, auteur-compositeur-interprète canadien
- 23 novembre : Miley Cyrus, chanteuse américaine

## Décès
- 14 janvier : Jerry Nolan, musicien américain, batteur des New York Dolls
- 29 janvier : Willie Dixon, musicien américain de blues
- 20 mars : Georges Delerue, compositeur et musicien français
- 25 mars : Phillip Wilson, Batteur américain membre Art Ensemble of Chicago et  Paul Butterfield Blues Band.
- 27 avril : Olivier Messiaen, compositeur, organiste et pianiste français
- 5 mai : Jean-Claude Pascal, acteur, écrivain et chanteur français
- 17 juin : Dewey Balfa, musicien américain de musique cadienne
- 26 juillet : Mary Wells, chanteuse de soul américaine
- 2 août : Michel Berger, auteur-compositeur-interprète français
- 5 août : Jeff Porcaro, batteur et cofondateur du groupe de rock américain Toto
- 18 septembre : Earl Van Dyke, musicien américain
- 5 octobre : Eddie Kendricks, membre de The Temptations
- 23 novembre : Roy Acuff, auteur-compositeur-interprète et violoniste de musique country américain
- 21 décembre : Albert King, musicien américain de blues
- 23 décembre : Eddie Hazel, guitariste américain du groupe Funkadelic